# Coronacrisis in Turkije
De coronacrisis in Turkije ontstond in Turkije toen op 11 maart 2020 de eerste besmetting in het land officieel werd bevestigd. Het eerste sterfgeval ten gevolge van de infectieziekte COVID-19 veroorzaakt door het coronavirus SARS-CoV-2 vond plaats op 17 maart 2020. Op 1 april 2020 kondigde de minister van Volksgezondheid Fahrettin Koca aan dat het virus zich in alle provincies van Turkije had verspreid.

## Tijdlijn

### 2020

Aantal besmettingen (blauw) en doden (rood) door COVID-19 (logaritmische schaal). De stippellijnen geven het dagelijkse verschil aan.

#### Januari
Op 10 januari 2020 richtte het Turkse ministerie van Volksgezondheid de Wetenschappelijke Adviesraad Coronavirus (Turks: Koronavirüs Bilim Kurulu) op. Deze adviesraad bestaat uit 26 leden die gespecialiseerd zijn in domeinen zoals borstziekten, infectieziekten en medische microbiologie. Het aantal bestuursleden steeg later tot 31 met de aansluiting van deskundigen en academici op het gebied van virologie, interne geneeskunde en intensieve zorg. De adviesraad stelt richtlijnen op voor de behandeling door medicamenten en maatregelen die door het publiek moeten worden gevolgd, en werkt deze bij in het kader van het verloop van de ziekte in het land.
Op 24 januari plaatste het Turkse ministerie van Volksgezondheid thermische camera's op de luchthavens. Het ministerie heeft ook besloten om passagiers die uit China komen te onderwerpen aan aanvullende screenings en iedereen met symptomen in quarantaine te plaatsen. De screenings werden later uitgebreid voor landen die een groot aantal bevestigde gevallen rapporteerden. Andere voorzorgsmaatregelen op de luchthavens waren onder meer infraroodcamera's, desinfectie bij alle douanepoorten en het uitdelen van gratis maskers en instructiefolders.
Op 31 januari stuurde de Turkse regering een vliegtuig naar de Chinese stad Wuhan om 34 Turkse burgers, 7 Azerbeidzjanen, 7 Georgiërs en 1 Albanees op te halen. China bestelde 200 miljoen maskers uit Turkije.

#### Februari

Reisbeperkingen opgelegd door Turkije
Turkije
Toegang geweigerd aan mensen uit deze landen

Op 1 februari kondigde Turkije aan om alle vluchten uit China stop te zetten. De grens met Iran werd op 23 februari gesloten nadat de Iraanse autoriteiten het advies van Turkije om de Iraanse stad Qom in quarantaine te plaatsen niet opvolgden. Op dezelfde dag kondigde Turkije zijn besluit aan om alle vluchten van en naar Iran stop te zetten.
Op 29 februari kondigde Turkije de beëindiging aan van alle vluchten van en naar Italië, Zuid-Korea en Irak. Kort daarna werd ook de grens met Irak gesloten. Het ministerie heeft ook veldhospitalen opgericht nabij de grenzen van Irak en Iran.

#### Maart
Turkse steden voerden grootschalige desinfectiewerkzaamheden uit op openbare plaatsen en in openbaar vervoer. In Istanboel besloot de gemeente handdesinfectieapparatuur te installeren op metrostations. Het ministerie van Onderwijs heeft aangekondigd dat ze ontsmettingsmiddelen gebruikt om scholen schoon te houden tegen de virusdreiging.
Op 11 maart 2020 ('s nachts om 01:00 lokale tijd) kondigde de minister van Volksgezondheid Fahrettin Koca de eerste bevestigde coronavirusbesmetting van het land aan. Het ging om een Turkse man die tijdens zijn reis door Europa het virus had opgelopen. De patiënt was in een ziekenhuis in isolement geplaatst en de familieleden van de patiënt werden geobserveerd.
Op 12 maart 2020, na een ontmoeting tussen president Recep Tayyip Erdoğan en de rest van het Turkse kabinet, kondigde perswoordvoerder İbrahim Kalın aan dat alle basisscholen, middelbare scholen en universiteiten in Turkije worden gesloten. Een dag later werd het luchtruim ook gesloten voor passagiersvliegtuigen van en naar Nederland, Duitsland, Frankrijk, Spanje, Noorwegen, Denemarken, België, Oostenrijk en Zweden.
Op 15 maart kondigde het ministerie van Binnenlandse Zaken aan dat uitgaansgelegenheden zoals paviljoens, discotheken, bars en nachtclubs vanaf 16 maart gesloten zal zijn. Een dag later kondigde het Presidium voor Godsdienstzaken een landelijk verbod aan op gebedsbijeenkomsten in moskeeën waaronder de vrijdaggebeden.
Op 17 maart kondigde de minister van Volksgezondheid het overlijden aan van een 89-jarige patiënt door het coronavirus.
Op 18 maart kondigde minister Koca de tweede dode door het coronavirus aan. Het ging om een 61-jarige mannelijke patiënt. Op dezelfde dag kondigde de Turkse regering economische maatregelen aan om financiële problemen van bedrijven en huishoudens aan te pakken. Met deze maatregelen beloofde de regering onder andere de limiet voor het kredietgarantiefonds (KGF) te verhogen en de belastingverplichtingen, premiebetalingen en het aflossen van kredietschulden uit te stellen.
Het ministerie van Binnenlandse Zaken kondigde op 21 maart aan dat het voor mensen ouder dan 65 jaar en mensen met chronische gezondheidsproblemen verboden is de woning te verlaten.

#### April
De minister van Volksgezondheid Koca kondigde op 1 april aan dat er 15.679 vastgestelde besmettingen zijn en dat er in totaal 277 doden zijn gevallen. Tegelijkertijd werd aangekondigd dat er voor het eerst in alle 81 provincies bevestigde gevallen gemeld zijn en dat er in 39 provincies doden vielen. Hiervoor werden regionale cijfers niet bekendgemaakt met als doel het voorkomen dat mensen uit de ergst getroffen gebieden zich verplaatsten en daarmee het virus van de ene regio naar de andere sneller verspreiden. In Turkije werd 60% van de gevallen bevestigd in Istanboel.
Op 3 april kondigde president Erdoğan een 15 dagenverbod aan voor 30 grootstedelijke gemeenten. Ook werd het straatverbod uitgebreid met mensen jonger dan 20 jaar. Het gebruik van maskers op openbare plaatsen werd verplicht gesteld.
Vanaf 6 april kunnen Turkse burgers kosteloos maskers aanvragen via de website van de Turkse postdienst PTT en overheid. De kosteloze dienst geldt niet voor jongeren onder de 20 jaar en ouderen (65+), omdat voor die leeftijdsgroepen een straatverbod geldt. De overige inwoners krijgen wekelijks vijf mondmaskers thuisbezorgd. Het besluit komt in opdracht van de Turkse president Erdoğan.

### 2021
In maart begon de Turkse regering met het versoepelen van de eerder opgelegde maatregelen. Dit had echter tot gevolg dat het aantal besmettingen steeg van 8.000 naar 60.000 per dag. Hierop besloot de Turkse president Erdoğan een totale lockdown in te stellen van 29 april tot in ieder geval 17 mei.

## Maatregelen

### Repatriëring van burgers in het buitenland
Meer dan 60.000 Turkse burgers zijn sinds het begin van de COVID-19-pandemie gerepatrieerd uit 75 landen, zo meldde het Turkse ministerie van Buitenlandse Zaken op 25 april. Na de landing in Turkije werden de burgers verplichte gezondheidscontroles opgelegd en werden ze in een 14-daagse quarantaine geplaatst, in overeenstemming met de maatregelen van het land om de verspreiding van het virus tegen te gaan. Op 26 april werden nog eens 1.411 Turkse burgers geëvacueerd uit de Verenigde Staten, Djibouti, Ethiopië, Ghana, Mauritanië, Nigeria, Senegal en Somalië.

### Internationale hulp

Landen die medische hulp van Turkije hebben ontvangen

Tijdens de pandemie heeft Turkije medische hulp verleend aan andere landen in verband met de coronacrisis. Deze hulp omvat gezichtsmaskers, beschermende overalls, testkits en desinfectiemiddelen.
Op 1 april vervoerde een Airbus A400M Atlas-vrachtvliegtuig van de Turkse luchtmacht medische middelen naar Spanje en Italië als onderdeel van de inspanningen van NAVO-bondgenoten om te reageren op de pandemie. Volgens nieuwsberichten bestonden de door Turkije aan Spanje en Italië geschonken medische middelen uit persoonlijke beschermingsmiddelen en ontsmettingsmiddelen, waaronder 450.000 maskers. Jens Stoltenberg, secretaris-generaal van de NAVO, verwelkomde dit voorbeeld door te zeggen dat hij "trots was dat de NAVO-bondgenoten elkaar steunen via ons rampenbestrijdingscentrum". Turkije stuurde de medische voorraden nadat Italië en Spanje via de NAVO om hulp hadden gevraagd.
Op 14 april heeft Turkije 250.000 persoonlijke beschermingsmiddelen geleverd aan de Britse luchtmachtbasis Brize Norton bestemd voor het medisch personeel in het Verenigd Koninkrijk, waaronder 50.000 N-95 gezichtsmaskers, 100.000 chirurgische maskers en 100.000 beschermende pakken.
Op 22 april zei de belangrijkste religieuze autoriteit van Turkije dat het land tijdens Ramadan, de heilige vastenmaand van de moslims, hulp zal bieden aan mensen in 35 landen. Het directoraat zal 38.450 voedselpakketten en 46.000 pakketten met andere hulp uitdelen waaronder kleding aan 11.000 weeskinderen.